# Gap Nunatak
Gap Nunatak är en nunatak i Antarktis. Den ligger i Östantarktis. Australien gör anspråk på området. Toppen på Gap Nunatak är 1 004 meter över havet.
Terrängen runt Gap Nunatak är lite kuperad. Trakten är obefolkad. Det finns inga samhällen i närheten. 